# Heavy (píseň, Linkin Park)
„Heavy“ je píseň americké rockové skupiny Linkin Park a americké zpěvačky Kiiary. Píseň je prvním singlem z jejich sedmého studiového alba One More Light. Napsali ji členové skupiny Chester Bennington, Brad Delson a Mike Shinoda společně s producenty Julií Michaels a Justinem Tranterem. Singl byl k dispozici ke stažení 16. února 2017 a v rádiích měl premiéru 21. února. Jedná se o poslední singl kapely, který byl vydán za Benningtonova života.

## Videoklip
Videoklip začíná bojem Chestera Benningtona a Kiiary se svými zlými duševními dvojníky. Bennington navštěvuje svou podpůrnou skupinu. Během diskuze se dostane do konfrontace s jedním z členů. Kiiara mezitím vše pozoruje. Bennington rozzuřeně odchází a vstupuje do koupelny. Na záchodě se pouští do souboje se svým dvojníkem. Kiiara vstupuje do téže koupelny, kde smutný Bennington sedí na zemi. Kiiara si k němu sedne a položí mu ruku na rameno.

## Hodnocení a kritika
Singl byl velmi kritizován za ústup skupiny od jejího původního hudebního žánru. I přes kritiku si singl v žebříčcích vedl dobře.

## Seznam skladeb
| Digitální stažení | Digitální stažení      | Digitální stažení |
| Pořadí            | Název                  | Délka             |
| ----------------- | ---------------------- | ----------------- |
| 1.                | "Heavy" (feat. Kiiara) | 2:49              |

## Obsazení

### Linkin Park
- Chester Bennington – zpěv
- Mike Shinoda – klávesy, produkce
- Brad Delson – kytary, produkce
- Dave "Phoenix" Farrell – basová kytara
- Joe Hahn – samplování, programování
- Rob Bourdon – bicí

### Ostatní hudebníci
- Kiiara – zpěv

### Produkce
- Napsali Mike Shinoda, Brad Delson, Chester Bennington, Julia Michaels a Justin Tranter
- Produkovali Mike Shinoda a Brad Delson
- Vokální produkce: Emily Wright a Andrew Bolooki
- Mixoval Serban Ghenea

### Remix
- Niels van de Pavert
- Nick Rotteveel
- Mischa Lugthart

zdroj: